# El abrazo partido - L'abbraccio perduto
El abrazo partido - L'abbraccio perduto è un film del 2004 diretto da Daniel Burman.

## Trama
Ariel è un ragazzo ebreo di origine polacca che vive in Argentina in seguito all’emigrazione dei nonni per scampare all’Olocausto. Oltre ad essersi instaurato in una galleria commerciale in un sobborgo di Buenos Aires con sua madre e suo fratello, è in continua ricerca di suo padre, partito in guerra in Israele e mai più tornato.

## Riconoscimenti
- Orso d'argento al festival di Berlino (2004)